# Ставар, Анджей

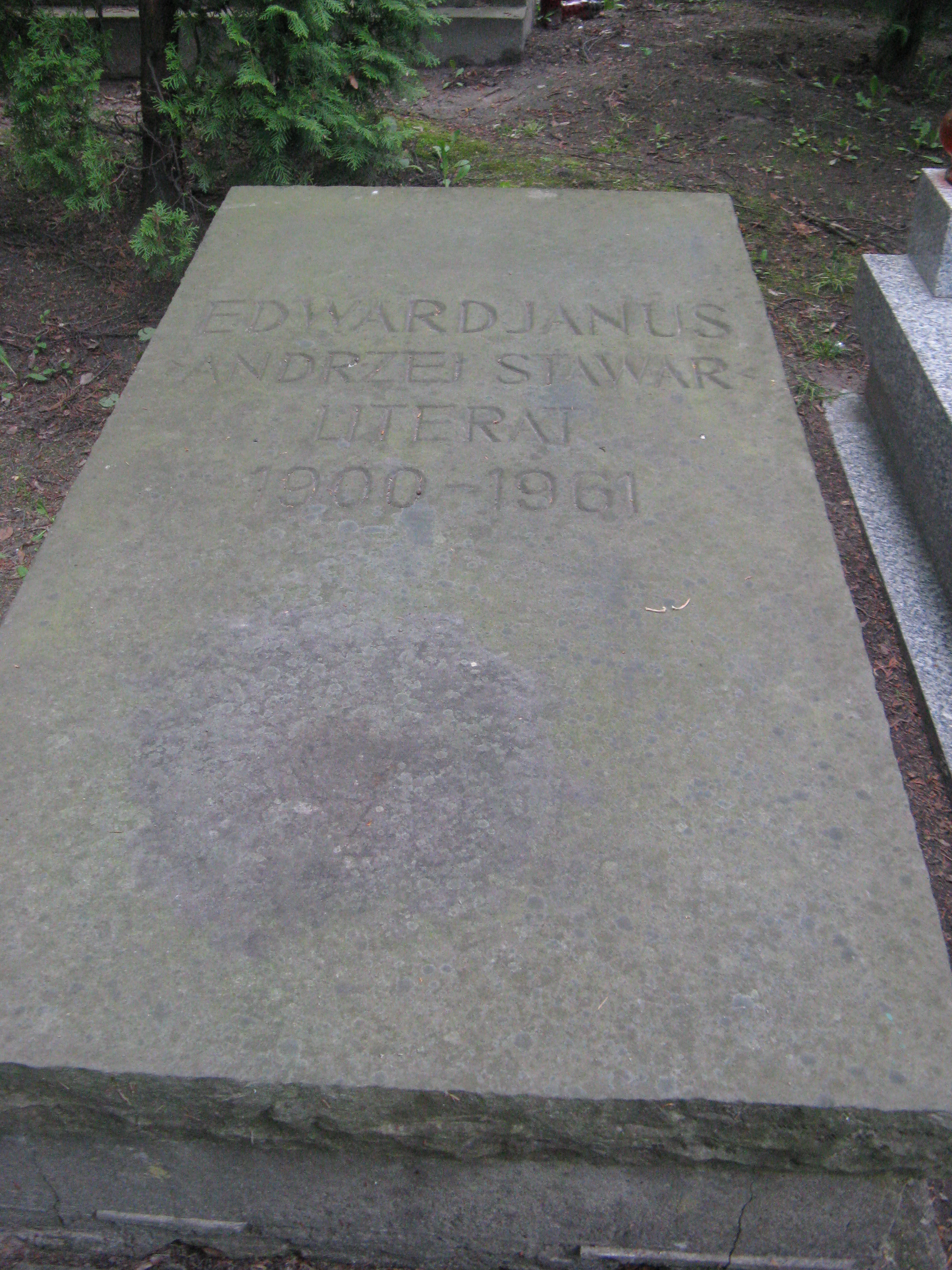

Анджей Ставар (пол. Andrzej Stawar, имя при рождении — Эдвард Янус (пол. Edward Janus), 30 апреля (по другим данным 1 мая) 1900, Варшава, Польша — 5 августа 1961, Сен-Жермен-ан-Ле, Франция) — польский марксист, публицист, литературный критик, переводчик с русского языка, редактор и издатель. По взглядам был близок к троцкистам.

## Биография
С 1923 года — деятель КПП, сперва позже перешедший во внутрипартийную оппозицию. В 1924 году работал в секретариате коммунистической фракции. В 1929—1933 годах сотрудничал с Редакционным советом Компартии, редактировал неофициальный орган компартии Miesięcznik Literacki ("Литературный ежемесячник"). Порвал с партией к 1934 году. В своей критике компартии и СССР во многом повторял положения троцкизма, однако продолжил критику советской системы критикой Ленина, обвинив его в использовании бюрократического централизма и превращения марксизма в догматическую систему взглядов, чем существенно отличался от других троцкистов и самого Троцкого. В 1934-1936 годы году вместе с Романом Яблоновским издавал журнал Pod prąd ("Против течения"). Несмотря на марксистский характер, полиция при диктатуре Пилсудского его не конфисковывала. Также печатался в либеральном Wiadomości Literackie. 
10 сентября 1931 года арестован и заключен в тюрьму на два месяца в Варшаве. Из-за оккупации Польши нацистами эмигрировал в Будапешт, где с 1940 года работал в Комитете помощи польским беженцам. С марта 1944 года скрывался от немцев, оккупировавших Венгрию. В июне 1945 года вернулся в Польшу. В 1949 году ему запретили печататься, потому что он отказался выступать с самокритикой своей полемики со сталинизмом в 1930-х годах; запрет был снят в 1956 году. С января 1961 года пребывал во Франции, где и умер. Его прах был доставлен на родину и захоронен на кладбище Воинские Повонзки. После его смерти эмигрантский журнал Kultura напечатал сборник его статей, в которых он продолжал критиковать СССР и страны Восточного блока, что вызвало резонанс, о чём в Time была напечатана отдельная статья. 
Редактор ряда литературных публикаций. Перевёл на польский язык произведения Льва Толстого, Фёдора Достоевского, Алексея Толстого, Максима Горького, Ильи Эренбурга, Владимира Арсеньева, Михаила Пришвина, Леонида Леонова, Михаила Салтыкова-Щедрина, Михаила Шолохова и Бориса Пильняка. Автор книг о Тадеуше Бой-Желеньском, Константы Ильдефонсе Гальчиньском, Генрике Сенкевиче и Станиславе Бжозовском. Награждён орденом «Знамя Труда» 2-го класса.

## Книги
- Избранные статьи о марксизме. Хайатсвилль (США), 1964